# Volutaphis alpinae
Volutaphis alpinae är en insektsart. Volutaphis alpinae ingår i släktet Volutaphis och familjen långrörsbladlöss. Inga underarter finns listade i Catalogue of Life.